# Salto del Tugela
El salto del Tugela o cascada Tugela (Tugela Falls) es un gran salto de agua localizado en Sudáfrica, en el río Tugela y es la segunda cascada más alta del mundo. El salto total —que pasa por cinco caídas— es de 948 metros (3110 pies). Está ubicado en los Drakensberg (montañas del Dragón) en el Parque Nacional Natal Real en la provincia de KwaZulu-Natal, Sudáfrica. Es fácilmente visible luego de una densa lluvia desde el camino principal del paseo en el parque, que reluce por la reflexión del sol a última hora de la tarde. 
La fuente del río Tugela (Zulú para 'repentino') está en el Mont-Aux-Sources a varios kilómetros de la escarpa por la que el salto cae. El agua es pura y segura para beber aguas arriba de las caídas.